# Hossein Rezazadeh
Hossein Rezazadeh (in persiano حسين رضازاده‎; Ardabil, 12 maggio 1978) è un ex sollevatore iraniano.

## Palmarès
Olimpiadi
- 2 medaglie:
  - 2 ori (oltre 105 kg a Sydney 2000, oltre 105 kg a Atene 2004)

Mondiali
- 5 medaglie:
  - 4 ori (oltre 105 kg a Varsavia 2002, oltre 105 kg a Vancouver 2003, oltre 105 kg a Doha 2005, oltre 105 kg a Santo Domingo 2006)
  - 1 bronzo (oltre 105 kg a Atene 1999)

Campionati asiatici
- 3 medaglie:
  - 3 ori (oltre 105 kg a Wuhan 1999, oltre 105 kg a Qinhuangdao 2003, oltre 105 kg a Dubai 2005)

Giochi asiatici
- 3 medaglie:
  - 2 ori (oltre 105 kg a Pusan 2002, oltre 105 kg a Doha 2006)
  - 1 bronzo (oltre 105 kg a Bangkok 1998)